# ADG Excellence in Production Design Award
A ADG Excellence in Production Design Awards é uma condecoração concedida anualmente Art Directors Guild (ADG) para reconhecer a excelência no design de produção (production design) e direção de arte (art direction) em indústrias de cinema e televisão. Os homenageados recebem uma estatueta produzida pela Society Awards, uma empresa nova-iorquina. As categorias dividem-se em: filme de longa-metragem (geral); período ou fantasia; época; fantasia e contemporâneo.